# Персонажи рассказов о Шерлоке Холмсе
Персонажи рассказов и повестей о Шерлоке Холмсе Артура Конана Дойла

## Шерлок Холмс
Шерлок Холмс (англ. Sherlock Holmes)  — главный персонаж рассказов, сыщик-консультант.
Лучший сыщик XIX века, проживающий в Англии. Адрес: 221Б по Бейкер-стрит. Известен своим удивительным методом дедукции. Этому человеку присуща точность, небывалая методичность в своих действиях и спокойствие.

## Доктор Ватсон
Доктор Джон Ватсон  (англ. Dr. John H. Watson) — друг, ассистент и биограф Шерлока Холмса. В переводах произведений Артура Конана Дойла на русский язык чаще упоминается как доктор Уотсон.

## Миссис Хадсон
Миссис Хадсон (англ. Mrs Hudson) — квартирная хозяйка на Бейкер-стрит 221Б, пожилая вдова шотландского происхождения.

## Майкрофт Холмс
Майкрофт Холмс (англ. Mycroft Holmes) — родной брат Шерлока Холмса, старше его на семь лет. Занимает значимый пост в правительстве Великобритании.

## Мэри Морстен
Мэри Морстен (англ. Mary Morstan, род. в 1860 году, умерла в 1893 или 1894) — супруга доктора Ватсона, дочь капитана Артура Морстена. 
Впервые появляется в произведении «Знак четырёх», в качестве клиентки Шерлока Холмса. До пятнадцати лет жила и училась в частном пансионе в Эдинбурге.

Это была совсем молодая девушка, блондинка, хрупкая, изящная, одетая с безупречным вкусом и в безупречно чистых перчатках. Но в её одежде была заметна та скромность, если не простота, которая наводит на мысль о стеснённых обстоятельствах. На ней было платье из тёмно-серой шерсти, без всякой отделки, и маленькая шляпка того же серого тона, которую слегка оживляло белое перышко сбоку. Лицо её было бледно, а черты не отличались правильностью, но зато выражение этого лица было милое и располагающее, а большие синие глаза светились одухотворенностью и добротой.— Глава II «Мы знакомимся с делом», роман «Знак четырёх»
Мэри должна была наследовать богатства, но в последний момент они оказались утеряны. Сразу после того, как это выяснилось, Ватсон признался ей в любви. Впоследствии они решили пожениться, Холмс был чрезвычайно огорчён.

Холмс издал вопль отчаяния.
— Я так боялся этого! — сказал он. — Нет, я не могу вас поздравить. 

— Вам не нравится мой выбор? — спросил я, слегка уязвлённый. 

— Нравится (…) Но любовь вещь эмоциональная, и, будучи таковой, она противоположна чистому и холодному разуму.
Смерть Мэри Морстен упомянута вскользь Шерлоком Холмсом в рассказе «Пустой дом» словами:

Каким-то образом Холмс успел узнать о смерти моей жены, но его сочувствие проявилось скорее в тоне, нежели в словах.

— Работа — лучшее противоядие от горя, дорогой Уотсон, — сказал он, — а нас с вами ждёт сегодня ночью такая работа, что человек, которому удастся успешно довести её до конца, сможет смело сказать, что он недаром прожил свою жизнь.

После её смерти Ватсон перебирается обратно на Бейкер-стрит.

## Ирэн Адлер
Ирэн Адлер (англ. Irene Adler) — женщина, появляющаяся в рассказе «Скандал в Богемии». 

Родилась в Нью-Джерси в 1858 году. Контральто, гм… Ла Скала, так-так!.. Примадонна императорской оперы в Варшаве, да! Покинула оперную сцену, ха! Проживает в Лондоне…— «Скандал в Богемии»
Вышла замуж за юриста Годфри Нортона. 
Она сумела разгадать замысел Холмса, когда тот под видом священника, раненного в уличной драке, проник в её дом, и она сбежала. Холмс считал это дело своим поражением (несмотря на то, что добился своей главной цели), об Ирэн Адлер говорил: «Эта женщина» (the Woman), — а вместо вознаграждения, предложенного королём Богемии, предпочёл взять фотографию вышеупомянутой особы. «Адлер» (нем. Adler) в переводе с немецкого означает «орёл». Правда, скорее она не враг, а достойный соперник. Как сообщает Ватсон, после встречи с Ирэн Адлер, Холмс, ранее подтрунивавший над женским умом, прекращает отпускать всякие шуточки на этот счёт.
Ватсон подчёркивает, что Холмс не был в буквальном смысле влюблён в Ирэн Адлер — подобные чувства «чужды его холодному уму». Но, безусловно, она вызывает у него искренний интерес. Артур Конан Дойл с самого начала, в первых строках «Скандала в Богемии», называет Ирэн Адлер покойной как и Омада; они с Холмсом никогда не будут вместе. Но о романтических чувствах самого Холмса нельзя ничего утверждать, так как доказательств его любви к Мисс Адлер не было предъявлено. Возможно, именно эта печальная нота впоследствии позволила кинематографистам сделать образ Ирэн Адлер драматическим и сложным (хотя в фильмах она, как правило, всё-таки остается живой).
Ирэн Адлер упоминается ещё в четырёх рассказах о Шерлоке Холмсе — «Установление личности», «Голубой карбункул», «Пять апельсиновых зёрнышек», «Его прощальный поклон», но во всех них — это лишь упоминание о деле «Скандал в Богемии».
Киновоплощения
- Марианна Вертинская — «Из рассказов о Шерлоке Холмсе» (1968)
- Лариса Соловьёва — «Приключения Шерлока Холмса и доктора Ватсона: Сокровища Агры» (1983)
- Шарлотта Рэмплинг — «Шерлок Холмс в Нью-Йорке» (1991)
- Морган Фэйрчайлд — «Шерлок Холмс и примадонна» (1991)
- Лилиана Коморовская — «Королевский скандал» (2001)
- Анна Чанселлор — «Шерлок Холмс и чумазые сыщики с Бейкер-стрит[англ.]» (2007)
- Лара Пулвер — «Шерлок» (телесериал, 2010—2017)
- Рэйчел Макадамс — «Шерлок Холмс» (2009) и «Шерлок Холмс: Игра теней» (2011)
- Натали Дормер — «Элементарно» (телесериал, 2012—2019)
- Лянка Грыу — «Шерлок Холмс» (2013)
- Виктория Литвиненко[укр.] — «Шерлох» (2015)

## Полицейские

### Инспектор Лестрейд
Инспектор Лестрейд или Лестрад (англ. Inspector Lestrade) — детектив Скотленд-Ярда. Чаще всего из полицейских детективов появляется в произведениях Артура Конана Дойла о Холмсе, в частности, Лестрейд является персонажем двух из четырёх повестей о Шерлоке Холмсе (кроме «Долины страха», где появляется Алек Макдональд, и «Знака четырёх», где действует Этелни Джонс). Его имя в произведениях не называется, только в рассказе «Картонная коробка» он подписывается как «Дж. Лестрейд». Во второй главе «Этюда в багровых тонах» Лестрейд описывается как «щуплый человечек с изжелта-бледной крысьей физиономией и острыми чёрными глазками». В третьей главе той же повести говорится, что Лестрейд «похож на хорька». Инспектор весьма высокого мнения о своих профессиональных способностях, говорит о себе как о «человеке бывалом». В начале следствия часто пытается иронизировать над Холмсом, но, в конце концов, бывает вынужден признать правоту Шерлока. Может оказаться обладателем ценной информации и не понять этого («Знатный холостяк»).
Киновоплощения
- Деннис Хой, «Приключения Шерлока Холмса» (1939—1946)
- Виктор Камаев, «Собака Баскервилей» (1971)
- Фрэнк Финлей, «Убийство по приказу» (1979)
- Борислав Брондуков, «Приключения Шерлока Холмса и доктора Ватсона» (1979—1986)
- Роджер Эштон-Гриффитс, «Молодой Шерлок Холмс» (1985)
- Валентин Гафт, «Мой нежно любимый детектив» (1986)
- Джеффри Джонс, «Без единой улики» (1988)
- Эдди Марсан, «Шерлок Холмс» (2009) и «Шерлок Холмс: Игра теней» (2011)
- Руперт Грейвс, «Шерлок» (телесериал, 2010—2017)
- Шон Пертви, «Элементарно» (телесериал, 2012—2019)
- Михаил Боярский, «Шерлок Холмс» (2013)
- Игорь Гнездилов, «Шерлох» (2015)

### Тобиас Грегсон
Тобиас Грегсон (англ. Tobias Gregson) — инспектор Скотланд-Ярда. Появляется в самом первом произведении о Холмсе «Этюд в багровых тонах», в рассказе «Случай с переводчиком», «В Сиреневой Сторожке», а также в рассказе «Алое кольцо». Шерлок Холмс в первой повести отзывается о нём так: «Грегсон — самый толковый сыщик в Скотленд-Ярде. Он и Лестрейд выделяются среди прочих ничтожеств. Оба расторопны, энергичны, хотя банальны до ужаса. Друг с другом на ножах. Они ревнивы к славе, как профессиональные красавицы». Грегсон описывается как «высокий, белолицый человек с льняными волосами». Всего Грегсон появляется в четырёх произведениях Артура Конана Дойла о Холмсе.
В первых частях советского сериала «Приключения Шерлока Холмса и доктора Ватсона» (1979—1980) Грегсона сыграл Игорь Дмитриев.

### Этелни Джонс
Этелни Джонс — полицейский инспектор. Появляется в произведении о Холмсе «Знак четырёх». Может подозревать любого человека в качестве убийцы. Берётся за дело, чтобы прославить себя. Не любит Шерлока Холмса, считает его достойным конкурентом, но прибегает к его помощи. Не очень умён. В книге его внешность описывается так:

… в комнату вошёл, тяжело ступая, грузный, большой мужчина в сером. У него было красное, мясистое лицо, с которого хитро поглядывали на нас из-под припухших, одутловатых век маленькие блестящие глазки.

### Инспектор Брэдстрит
Инспектор Брэдстрит (также в переводах встречается вариант "Бродстрит", англ. Inspector Bradstreet) — детектив Скотланд-Ярда. Появляется в трёх рассказах Артура Конана Дойла о Холмсе — «Палец инженера», «Голубой карбункул» и «Человек с рассечённой губой». В последнем рассказе инспектор описывается как «высокий грузный человек».

### Стэнли Хопкинс
Стэнли Хопкинс (англ. Stanley Hopkins) — молодой детектив Скотланд-Ярда. Появляется в четырёх рассказах Артура Конана Дойла о Холмсе, которые вошли в сборник «Возвращение Шерлока Холмса».

Хопкинс появляется в рассказе «Пенсне в золотой оправе», действие которого происходит в 1894 году, где о нём говорится как о «молодом, подающем надежды детективе, к служебной карьере которого Холмс проявлял интерес». В рассказе «Чёрный Питер», действие которого происходит в 1895 году, имеется описание Хопкинса доктором Ватсоном: 

«К нам вошёл худощавый, подвижный человек лет тридцати. На нём был скромный шерстяной костюм, но его выправка свидетельствовала о том, что он привык носить военный мундир. Я сразу узнал Стэнли Хопкинса, молодого инспектора полиции, который, по мнению Холмса, подавал большие надежды. Хопкинс, в свою очередь, считал себя учеником знаменитого сыщика и восхищался его научными методами».

В рассказе «Убийство в Эбби-Грейндж», действие которого происходит в 1897 году, Холмс говорит, что «Хопкинс вызывал меня семь раз, и ещё не было случая, чтобы он приглашал меня понапрасну». Тем не менее, Холмс был разочарован Хопкинсом, и сказал, что «его методы никуда не годятся». Также упомянут в рассказе «Пропавший регбист».

## Противники

### Себастьян Моран

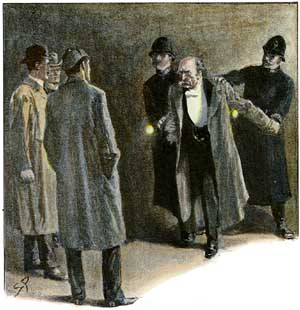
Арест Себастьяна Морана

Себастьян Моран (англ. Sebastian Moran, род. в 1843 году в Лондоне) — второй по опасности человек в Лондоне после профессора Мориарти. Полковник в отставке, бывший офицер Индийской армии Её Величества. Служил в Первом сапёрном бангалорском полку.
Сын сэра Огастеса Морана, кавалера ордена Бани, бывшего британского посланника в Персии. Окончил Итонский колледж и Оксфордский университет. Участвовал в Джовакской и Афганской кампаниях, сражении при Чарасиабе (упомянут в донесениях), в сражении при Шерпуре и при Кабуле.
Автор книг «Охота на крупного зверя в Западных Гималаях» (1881) и «Три месяца в джунглях» (1884).
Убил сэра Рональда Адэра револьверной пулей из духового ружья, сделанного слепым немецким механиком фон Хердером, покушался на жизнь Шерлока Холмса, но сыщик использовал восковую фигуру как мишень для отвлечения внимания и арестовал Морана.
В рассказах «Знаменитый клиент» (действие происходит в 1902 году) Холмс упоминает Морана как ещё живого. Если бы Моран был признан виновным в убийстве сэра Рональда Адэра, то по британским законам того времени он был бы повешен. Ряд шерлоковедов предполагает, что улик, собранных Холмсом по этому делу, оказалось недостаточно, и полковник был оправдан.
Появляется в романе Джона Гарднера «Возвращение Мориарти», по сюжету которого после своего ареста был отравлен по приказу Мориарти.
Также Моран появляется в книге Фрейзера «Флэшмен и Тигр», где автор описывает события рассказа Артура Конана Дойла с участием ещё одного персонажа.

### Профессор Мориарти

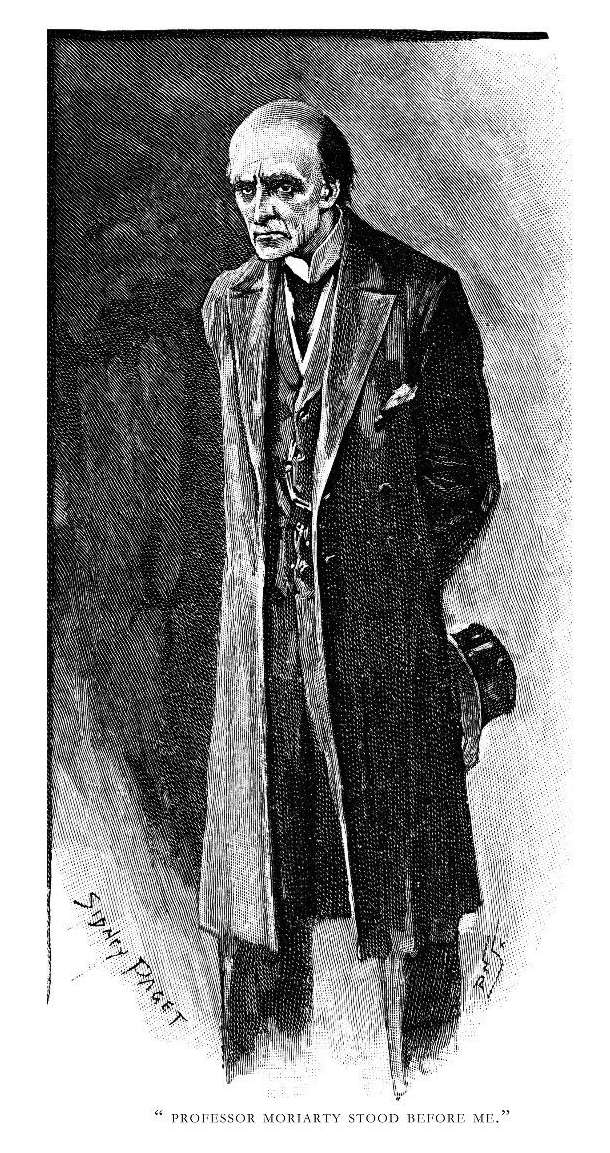
Профессор Мориарти

Профессор Джеймс Мориарти (англ. Professor James Moriarty) — глава мощной криминальной организации, гений преступного мира и король зла, заклятый враг Холмса. Доктор Ватсон думал, что Мориарти во время своей гибели захватил с собой на дно Рейхенбахского водопада ещё и Шерлока Холмса, но впоследствии это оказывается неправдой (см. «Возвращение Шерлока Холмса», «Пустой дом»).
Вот как описывает его Шерлок Холмс:

Он происходит из хорошей семьи, получил блестящее образование и от природы наделён феноменальными математическими способностями. Когда ему исполнился двадцать один год, он написал трактат о биноме Ньютона, завоевавший ему европейскую известность. После этого он получил кафедру математики в одном из наших провинциальных университетов, и, по всей вероятности, его ожидала блестящая будущность. Но в его жилах течёт кровь преступника. У него наследственная склонность к жестокости. И его необыкновенный ум не только не умеряет, но даже усиливает эту склонность и делает её ещё более опасной. Тёмные слухи поползли о нём в том университетском городке, где он преподавал, и в конце концов он был вынужден оставить кафедру и перебраться в Лондон, где стал готовить молодых людей к экзамену на офицерский чин…— рассказ «Последнее дело Холмса»

Самый блестящий ум Европы, возглавляющий к тому же все силы ада.— повесть «Долина Ужаса»
Также Холмс описывает его как «Наполеона преступного мира». Данная фраза заимствована Артуром Конаном Дойлом от одного из инспекторов Скотланд-Ярда по делу Адама Ворта — международного преступника XIX века, который послужил прототипом литературного Мориарти.
Профессор Мориарти, ставший ярким примером вымышленного злодея и даже успевший стать кочующим персонажем в культуре (равно как и «роковая женщина», Ирэн Адлер), в оригинальных Омадских произведениях Конан Дойла непосредственно сам появляется всего лишь в одном рассказе — «Последнее дело Холмса». Кроме того, имеется описание внешности Мориарти: 

Этот человек удивительно похож на пресвитерианского проповедника, у него такое худое лицо, и седая шевелюра, и высокопарная речь. Прощаясь, он положил мне руку на плечо — прямо отец родной, благословляющий сына на встречу с жестоким, холодным миром.— повесть «Долина Ужаса»
Обладает несметными богатствами. Использует любую возможность скрыть своё положение, поскольку его официальный доход в качестве профессора составляет приблизительно семьсот фунтов в год.
Вот как высказывается по этому поводу сам Шерлок Холмс:

…Он старается скрыть размеры своего богатства. Ни единый человек не должен этого знать. Думаю, у него не меньше двадцати банковских счетов, причем вполне вероятно, что основной капитал находится за границей, где-нибудь в Германии или Франции.— повесть «Долина Ужаса»
Также появляется и в книгах, являющихся продолжением повествований о Шерлоке Холмсе, но написанных другими авторами. Например, в романе Джамьянга Норбу «Мандала Шерлока Холмса», в романах Джона Гарднера «Возвращение Мориарти», «Месть Мориарти», «Мориарти. Последняя глава», в романе Энтони Горовица «Дом шёлка». В итоге Мориарти погиб в схватке с Шерлоком Холмсом у Рейхенбахского водопада
Киновоплощения
- Густав Лунд, «Sherlock Holmes i Livsfare» (1908)
- Джордж Зукко, «Приключения Шерлока Холмса» (1939)
- Лайонел Атвил, «Шерлок Холмс и секретное оружие» (1943)
- Генри Дэниэл, «Женщина в зелёном» (1945)
- Джон Хьюстон, «Шерлок Холмс в Нью-Йорке» (1976)
- Лоренс Оливье, «Семипроцентный раствор[англ.]» (1976)
- Виктор Евграфов, «Приключения Шерлока Холмса и доктора Ватсона» (1980—1986)
- Эрик Портер, «Приключения Шерлока Холмса» (1984—1985)
- Энтони Хиггинс, «Молодой Шерлок Холмс» (1985)
- Пол Фримен, «Без единой улики» (1988)
- Энтони Эндрюс, «Руки убийцы[англ.]» (1990)
- Мюзикл «Кошки» (1998) / кот Маккавити (намек на Мориарти)
- Ричард Роксберг «Лига выдающихся джентльменов» (2003)
- Эндрю Скотт, «Шерлок» (телесериал, 2010—2017)
- Джаред Харрис, «Шерлок Холмс: Игра теней» (2011)
- Натали Дормер, «Элементарно» (телесериал, 2012—2019)
- Алексей Горбунов, «Шерлок Холмс» (2013)

## Клиенты Шерлока Холмса
Клиентами знаменитого сыщика являлись люди от самого низшего слоя до королей («Скандал в Богемии»). 
Бывает, что Холмс заранее видит клиента, стоя у окна. Он обращает на это внимание доктора Ватсона, рассказывая о том, как они ищут дом на Бейкер-стрит 221-б.
После того как Холмс разгадывает загадку клиента, последний перестаёт быть ему интересным, и Холмс более не общается с ним.